# 黄海涛
黄海涛（1962年12月20日—）是一位中国导演。祖籍浙江温州，出生于北京。父亲黄宗洛。

## 生平
1985年毕业于北京广播学院电视系电视导演专业，后分配至中央电视台文艺部综合文艺组。曾任1996年、2000年春节联欢晚会语言节目导演、《综艺大观》制片人、1999年春节联欢晚会总导演、央视文艺中心影视部副主任。2009年，央视将各部门的“中心制”转变为“频道制”，黄海涛担任央视节目采购中心（首次设立）副主任，并兼任中央电视台电视剧频道（央视八套）、中央电视台综合频道（央视一套）副总监。在任期间，推出了《解放》、《乔家大院》、《闯关东》、《亮剑》等在央视一套播出的电视剧，并担任《咱们结婚吧》等电视剧的监制。
2014年8月14日，黄海涛被有关部门带走，有传闻称他在购买电视剧上有经济问题。2017年4月20日，吉林省吉林市中级人民法院以黄海涛犯受贿罪，判处有期徒刑十年。
黄海涛之弟黄海波亦为电视工作者，曾在中央电视台和凤凰卫视任职。